# Янушкевич, Людвиг Иванович
Янушке́вич Лю́двиг Ива́нович (30 июня (12 июля) 1835 — июль 1872) — российский врач-офтальмолог и хирург, доктор медицины.

## Биография
Людвиг Иванович Янушкевич родился 30 июня (12 июля) 1835 года в Вильне. Среднее образование получил в Свислоцкой гимназии, по окончании которой поступил в Санкт-Петербургскую медико-хирургическую академию. В 1856—1858 гг. за свой счёт проходил практику в клиниках Берлина, Вены, Праги, Парижа и Лондона. В 1858—1859 годах занимал место врача в Санкт-Петербургской больнице для чернорабочих. В 1861 году защитил диссертацию «О болезненных процессах в сосудистой оболочке глаза вообще» и был удостоен степени доктора медицины, затем до конца жизни состоял ординатором Максимилиановской лечебнице. В 1863—1864 годах на время выезжал в Польшу для оказания помощи раненым во время восстания. Стал известен в Петербурге как опытный глазной хирург.
В июле 1872 утонул в Западном Буге возле Бреста.